# Penisola Lofgren

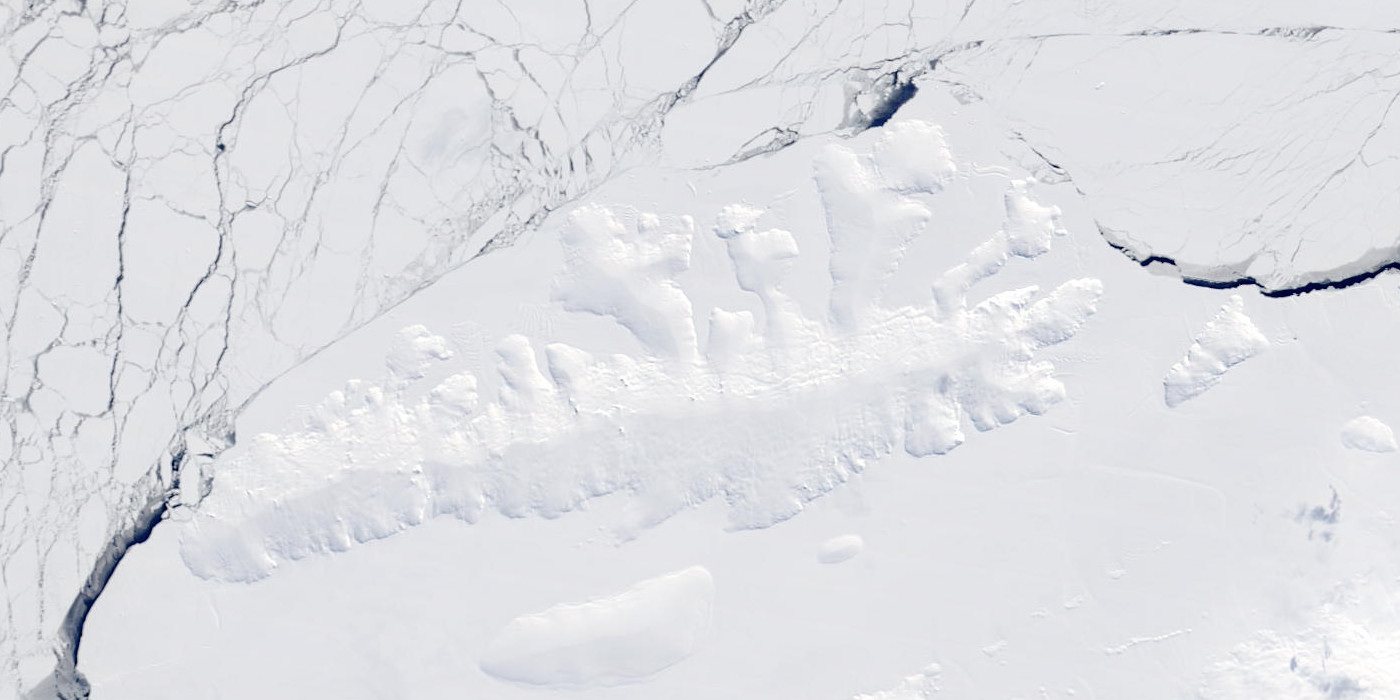
Un'immagine satellitare dell'isola Thurston.

La penisola Lofgren è una penisola completamente coperta dai ghiacci situata sull'isola Thurston, al largo della costa di Eights, nella Terra di Ellsworth, in Antartide. Questa penisola, che si allunga verso nord-est nel mare di Bellingshausen per circa 40 km, si trova in particolare nella parte orientale della costa settentrionale dell'isola, tra l'insenatura di Morgan, a est, e l'insenatura di Cadwalader, a ovest, e la sua estremità è stata battezzata capo Menzel.

## Storia
La penisola Lofgren fu scoperta nel febbraio 1960 durante voli in elicottero partiti dalla USS Burton Island e dalla USS Glacier e svolti su quest'area nel corso di una spedizione di ricerca della marina militare statunitense nel mare di Bellingshausen, e fu poi così battezzata dal Comitato consultivo dei nomi antartici in onore di Charles E. Lofgren, un ufficiale di bordo durante la prima spedizione antartica comandata dal retroammiraglio statunitense Richard Evelyn Byrd svoltasi dal 1928 al 1930.